# كازوهيرو كورودا
كازوهيرو كورودا (باليابانية: 黒田一博؛ بالكانا: くろだ かずひろ) هو لاعب كرة قاعدة ياباني، ولد في 13 سبتمبر 1924 في ناغاساكي في اليابان، وتوفي في 17 أغسطس 2007.

## وصلات خارجية
- كازوهيرو كورودا على موقع الدوري الياباني لكرة القاعدة (الإنجليزية)
- كازوهيرو كورودا على موقعبيزبول رفرنس.كوم (الدوري الثانوي) (الإنجليزية)